# McLaren MP4-25

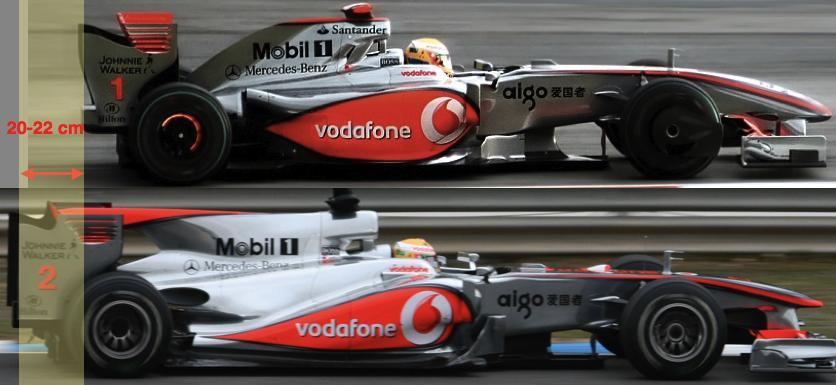
Vergleich zwischen dem MP4-25 (unten) und dem zirka 22 cm kürzeren Vorjahreswagen MP4-24

Der McLaren MP4-25 ist ein Formel-1-Rennwagen und der Einsatzwagen von McLaren Racing in der Formel-1-Saison 2010.

## Renngeschichte
Obwohl Mercedes-Benz durch die (teilweise) Übernahme von Brawn GP ein eigenes Rennteam für die Saison 2010 aufbaute, wurde der Motorenliefervertrag zwischen McLaren und Mercedes aufrechterhalten. So wird auch der MP4-25 vom 2,4-Liter-Mercedes-Benz-FO108X-V8-Motor angetrieben. Innovativ war ein neues aerodynamisches System, genannt „F-Schacht“ (engl. F-duct), bei dem Luft durch das Auto so Richtung Heckflügel geleitet wird, dass der Anpressdruck auf der Geraden am Flügel „abreißt“. Dadurch sind um bis zu 10 km/h schnellere Endgeschwindigkeiten möglich. Nach einer Anfrage von Red Bull Racing bei der FIA, ob dieses System legal sei, wurde das Konzept von der obersten Motorsportbehörde als mit den Regeln konform bestätigt.
Nach einem dritten Platz von Lewis Hamilton beim ersten Rennen der Saison – dem Großen Preis von Bahrain, feierte Jenson Button beim zweiten Saisonrennen, dem Großen Preis von Australien, den ersten Rennsieg des MP4-25.
Beim Großen Preis von China feierte McLaren mit dem MP4-25 einen Doppelsieg. Jenson Button siegte in diesem Rennen vor Lewis Hamilton. Es folgten 3 weitere Saisonsiege von Lewis Hamilton. In der Konstrukteurswertung der Saison 2010 belegte McLaren den zweiten Rang.

## Lackierung und Sponsoring
Der MP4-25 ist wie sein Vorgänger überwiegend in Silber lackiert. Durch den Hauptsponsor Vodafone besitzt das Fahrzeug rote Farbakzente. Es werben überdies Bridgestone, Hilton, Hugo Boss, Johnnie Walker und Mobil 1 auf dem Fahrzeug.

## Ergebnisse
| Fahrer               | Nr.                  | 1 | 2 | 3 | 4 | 5   | 6   | 7 | 8 | 9 | 10 | 11 | 12  | 13  | 14  | 15  | 16 | 17 | 18 | 19 | Punkte | Rang |
| -------------------- | -------------------- | - | - | - | - | --- | --- | - | - | - | -- | -- | --- | --- | --- | --- | -- | -- | -- | -- | ------ | ---- |
| Formel-1-Saison 2010 | Formel-1-Saison 2010 |   |   |   |   |     |     |   |   |   |    |    |     |     |     |     |    |    |    |    | 454    | 2.   |
| J. Button            | 1                    | 7 | 1 | 8 | 1 | 5   | DNF | 2 | 2 | 3 | 4  | 5  | 8   | DNF | 2   | 4   | 4  | 12 | 5  | 3  | 454    | 2.   |
| L. Hamilton          | 2                    | 3 | 6 | 6 | 2 | 14* | 5   | 1 | 1 | 2 | 2  | 4  | DNF | 1   | DNF | DNF | 5  | 2  | 4  | 2  | 454    | 2.   |

| Legende  | Legende            | Legende                                                          |
| Farbe    | Abkürzung          | Bedeutung                                                        |
| -------- | ------------------ | ---------------------------------------------------------------- |
| Gold     | –                  | Sieg                                                             |
| Silber   | –                  | 2. Platz                                                         |
| Bronze   | –                  | 3. Platz                                                         |
| Grün     | –                  | Platzierung in den Punkten                                       |
| Blau     | –                  | Klassifiziert außerhalb der Punkteränge                          |
| Violett  | DNF                | Rennen nicht beendet (did not finish)                            |
| Violett  | NC                 | nicht klassifiziert (not classified)                             |
| Rot      | DNQ                | nicht qualifiziert (did not qualify)                             |
| Rot      | DNPQ               | in Vorqualifikation gescheitert (did not pre-qualify)            |
| Schwarz  | DSQ                | disqualifiziert (disqualified)                                   |
| Weiß     | DNS                | nicht am Start (did not start)                                   |
| Weiß     | WD                 | zurückgezogen (withdrawn)                                        |
| Hellblau | PO                 | nur am Training teilgenommen (practiced only)                    |
| Hellblau | TD                 | Freitags-Testfahrer (test driver)                                |
| ohne     | DNP                | nicht am Training teilgenommen (did not practice)                |
| ohne     | INJ                | verletzt oder krank (injured)                                    |
| ohne     | EX                 | ausgeschlossen (excluded)                                        |
| ohne     | DNA                | nicht erschienen (did not arrive)                                |
| ohne     | C                  | Rennen abgesagt (cancelled)                                      |
| ohne     | keine WM-Teilnahme |                                                                  |
| sonstige | P/fett             | Pole-Position                                                    |
| sonstige | 1/2/3/4/5/6/7/8    | Punktplatzierung im Sprint-/Qualifikationsrennen                 |
| sonstige | SR/kursiv          | Schnellste Rennrunde                                             |
| sonstige | *                  | nicht im Ziel, aufgrund der zurückgelegten Distanz aber gewertet |
| sonstige | ()                 | Streichresultate                                                 |
| sonstige | unterstrichen      | Führender in der Gesamtwertung                                   |